# Fisher
Fisher je priimek več oseb:
- Andrew Fisher (1862—1928), avstralski državnik, premier
- Anna Fisher (*1949), ameriška astronavtka
- Clara Fisher (1811—1898), angleško-ameriška igralka
- Carrie Fisher (*1956), ameriška igralka
- Bertie Drew Fisher (1878—1972), britanski general
- Donald Rutherfurd Dacre Fisher (1890—1962), britanski general
- Eddie Fisher (*1928), ameriški pevec in igralec
- Doris Fisher (1915—2003), ameriška pevka
- Gail Fisher (1935—2000), ameriška igralka
- Geoffrey Fisher (1867—1947), ameriški makroekonomist
- Irving Fisher (1867—1947), ameriški ekonomist
- John Fisher (1469—1535), angleški teolog in humanist
- John Arbuthnot Fisher (1841—1920), britanski admiral
- Johann Michael Fisher (1691—1766), nemški arhitekt
- Ronald Aylmer Fisher (1890—1962), angleški statistik in genetik
- Terence Fisher (1904—1980), angleški režiser
- Vardis Fisher (1895—?), ameriški književnik